# احمد سلامه (بازیکن فوتبال اهل فلسطین)
احمد سلامه (انگلیسی: Ahmed Salama؛ زاده ۷ نوامبر ۱۹۸۹) یک بازیکن فوتبال اهل فلسطین است.
وی همچنین در تیم ملی فوتبال فلسطین بازی کرده است.